# (136) Austria
(136) Austria es un asteroide perteneciente al cinturón de asteroides descubierto el 18 de marzo de 1874 por Johann Palisa desde el observatorio de Pula, Croacia.
Está nombrado por Austria, un país de Europa central.